# Hermann Stilke
Anton Hermann Stilke (født 29. januar 1804 i Berlin, død 22. september 1860 sammesteds) var en tysk historiemaler.
Stilke hørte til Cornelius' første elever i München og stod ham bi med freskoværker. Han virkede derefter i Düsseldorf, hvor han snart sluttede sig til Schadow og malede romantisk-historiske staffelibilleder i skolens art, udførte 1842—46 for riddersalen i Schloss Stolzenfels freskerne Ridderskabets 6 hoveddyder og udfoldede senere en ret betydelig virksomhed i Berlin. Hans anmuthige staffelibilleder som Tristan og Isolde og lignende (Edvards sønner i Berlins Nationalgalleri) stod her i yndest; han malede også nogle fresker til Berlinerslottet. Stilkes hustru Hermine Stilke (født Peipers, 1808—1869) udmærkede sig som akvarelmaler: blomster, arabesker og lignende.